# Niello
Niello (ital. af lat. nigéllus, sortagtig ; "Tulametal") kaldes de forsiringer, især på sølv, dog også på guld eller uædle metaller, der er dannet af graverede, prægede eller på anden måde fordybede linjer og udfyldt med en mørk masse, som består af svovlforbindelser af sølv, bly, kobber eller bismuth.
Denne masse tilberedes for eksempel ved at sammensmelte 9 dele sølv, 1 del kobber, 1 del bly og 1 del bismut i digel og tilsætte et overskud af svovl. Efter afkølingen stødes massen til pulver, blandes med lidt salmiakopløsning og lægges på metallet, der skal nielleres. Metallet ophedes, så at alle fordybninger bliver
godt udfyldte af den smeltede, sorte masse, og efter afkølingen bliver det overflødige af denne skrabet bort, overfladen slebet glat med pimpsten og endelig poleret, så at tegningen viser sig med glinsende, mørke linjer på den rene metalgrund.
Niello har ifølge Plinius den ældre[kilde mangler] allerede været kendt i det gamle Ægypten, men kom navnlig i brug i det 12. århundrede i Tyskland og Italien, og er ligeledes blevet meget anvendt i den nyere tid; i den russiske by Tula er der i mange år fremstillet karakteristiske arbejder under anvendelse af denne teknik, såkaldte "Tulaarbejder" (jævnfør Maso Finiguerra og corviniello.)